# Труа-д’Арьеж
Труа́-д’Арье́ж (фр. Troye-d'Ariège) — коммуна во Франции, находится в регионе Юг — Пиренеи. Департамент коммуны — Арьеж. Входит в состав кантона Мирпуа. Округ коммуны — Сен-Жирон.
Код INSEE коммуны — 09316.

## Население
Население коммуны на 2008 год составляло 86 человек.
| 1962 | 1968 | 1975 | 1982 | 1990 | 1999 | 2008 |
| ---- | ---- | ---- | ---- | ---- | ---- | ---- |
| 31   | 66   | 53   | 64   | 84   | 93   | 86   |

## Экономика
В 2007 году среди 59 человек в трудоспособном возрасте (15—64 лет) 48 были экономически активными, 11 — неактивными (показатель активности — 81,4 %, в 1999 году было 80,7 %). Из 48 активных работали 43 человека (22 мужчины и 21 женщина), безработных было 5 (1 мужчина и 4 женщины). Среди 11 неактивных 6 человек были учениками или студентами, 2 — пенсионерами, 3 были неактивными по другим причинам.